# Liste des seigneurs de Thoury
L'Histoire de la seigneurie de Thoury se confond dans l'histoire des familles de Saint-Brisson, Estouteville, Beauvilliers et Clermont qui se succédèrent à sa tête pendant des siècles sans qu'elle ne soit vendue. Cette seigneurie avait pour chef-lieu Thoury, commune du Loir-et-Cher.
Au moins au XIVe siècle, cette seigneurie dépendait de celle Meung, et donc des évêques d'Orléans. Les sources concernant l'étendue de cette seigneurie et des terres qui la composaient sont malheureusement assez silencieuses et il est difficile d'en établir sa géographie. 
Les Beauvilliers rendirent hommage pour la seigneurie de Thoury. Les Clermont sont ensuite qualifiés de baron, comme l'attestent des lettres de bénéfice d'inventaire ou Jacques est qualifié de baron de Thoury. En 1583, Gabriel de Clermont rend hommage pour sa baronnie de Thoury. C'est le 30 novembre 1629 que Louis XIII l'érige en comté en faveur de Jacques de Clermont. À partir du XVIIIe, le comté semble avoir été érigé en marquisat. En 1702, Étienne Duchemin est l'auteur de l'oraison funèbre de Marie-Françoise de Clermont qu'il qualifie de marquise de Thoury. Sur un l'acte de naissance de Louis-Catherine de Clermont, daté de 1719, son père, Louis-Joseph signe marquis de Thoury.
Ainsi, Thoury, seigneurie de Sologne est devenue baronnie, puis comté et enfin marquisat.

## Liste des seigneurs puis comtes de Thoury

### Les Saint-Brisson, seigneur de Thoury[9],[10],[11]
- Mathieu de Saint-Brisson, seigneur de Thoury[12] en 1234
- Geoffroy de Saint-Brisson[13], seigneur de Thoury, marié[14] à Jeanne de Mornay

→ Gouverneur de Blois vers 1359
- Robine de Saint-Brisson, dame de Thoury, mariée à Robert d'Estouteville-branche du Bouchet et Freulleville (cf. l'article La Ferté-St-Cyr)[16] (fille du précédent)

### Lesd'Estouteville, seigneur de Thoury
- Robert d'Estouteville, seigneur de Thoury du chef de sa femme

→ Seigneur du Bouchet, de Freuleville, de Vaujolis
- Alix d'Estouteville, dame de Thoury, fille du précédent

→ Dame du Bouchet, de Vaujolis, de la Ferté-Hubert, de Cheré

### LesBeauvilliers, seigneurs de Thoury
- Jean de Beauvilliers, seigneur de Thoury, marié à Alix d'Estouteville en 1417

→ Gouverneur de Blois
- Michel de Beauvilliers, seigneur de Thoury, marié à Anne du Tillay (fils des précédents)

→ Seigneur de la Ferté-Hubert, Échanson du Roi, Gouverneur de Montereau et de Chartres
- Méry de Beauvilliers, seigneur de Thoury, marié à Louise de Husson en 1496 (fils des précédents)

→ Gouverneur de Blois
- Claude de Beauvilliers, seigneur de Thoury, comte[19] de Saint-Aignan, marié à Claude de Rohan-Gié en 1537 (fils des précédents)

→ Seigneur de la Ferté-Hubert, Gouverneur de Blois

### LesClermont, comte de Thoury
- Julien de Clermont, seigneur de Thoury du chef de sa femme, Claude de Rohan-Gié

→ Chevalier de l'Ordre de Saint-Jean de Jérusalem
- Gabriel de Clermont, baron de Thoury, marié à Françoise de Noailles en 1575 (fils des précédents)

→ Conseiller du Roi en ses Conseils d'Etat et Privé, gentilhomme de la chambre du Roi, chevalier de l'Ordre de Saint-Michel
- Jacques de Clermont, comte de Thoury[22], marié à Gabrielle de Glisy en 1611 (fils des précédents)

→ Baron de Courcelles, seigneur de Bertangles, Conseiller du Roi en ses Conseils d'Etat et Privé, gentilhomme de la chambre du Roi, capitaine
- Charles de Clermont, comte de Thoury, marié à Catherine de Sennicourt en 1647 (fils des précédents)

→ Seigneur de Bertangles,  Conseiller du Roi en ses Conseils d’État et Privé, gentilhomme de la chambre du Roi, capitaine
- Louis de Clermont, comte de Thoury, marié à Marie-Madeleine Le Boucher en 1680 (fils des précédents)

→ Seigneur de Bertangles
- Louis-Joseph de Clermont-Tonnerre, comte de Thoury, marié à Françoise-Charlotte de Lannion en 1717 (fils des précédents)

→ Seigneur de Bertangles, Capitaine de cavalerie
- Charles-Louis-Joseph, marquis de Clermont-Tonnerre, comte de Thoury, marié à Marie-Angélique de Lameth en 1750 (fils des précédents)

→ Seigneur de Bertangles, mousquetaire
- Charles-Louis, marquis de Clermont-Tonnerre, comte de Thoury, marié à Victoire d'Estourmel, dame de Brugny en 1777  (fils des précédents), dernier seigneur de Thoury.

→ Capitaine au Régiment Royal-Navarre
- Alexandre-Louis, vicomte de Clermont-Tonnerre, comte de Thoury, fils de Charles-Louis-Joseph, marié en 1790 à Sophie-Joseph de Fontaine (1767-1847), fille d'un trésorier de France, née le 9 janvier 1767, morte à Douai le 22 mars 1847, à 80 ans[24].

## Sources
- Dictionnaire de la noblesse, La Chesnaye des Bois, Tome II, 1771
- Histoire et généalogie de la Maison de Clermont-Tonnerre, Georges Martin, 2004